# Попов, Юрий Лазаревич
Юрий Лазаревич Попов (14 октября 1929 — 16 апреля 2013) — советский российский оперный певец (драматический баритон), театральный режиссёр. Народный артист СССР (1978).

## Биография
Родился 14 октября 1929 года в станице Зеленчукской (ныне — в Карачаево-Черкесии, Россия).
Окончил музыкальное училище в Орджоникидзе (ныне Владикавказский колледж искусств им. В.А. Гергиева), в 1959 — Саратовскую консерваторию им. Л. В. Собинова по классу пения у А. И. Быстрова.
На сцене Саратовского театра оперы и балета дебютировал ещё во время учёбы в консерватории в 1956 году и тогда же стал солистом театра.
Выступал на сценах Большого театра, Ленинградского театра оперы и балета им. С. М. Кирова, гастролировал в Киеве, Ереване, Тбилиси.
С 1992 года — режиссёр Саратовского театра оперы и балета.
Скончался 16 апреля 2013 года в Саратове на 84-м году жизни. Прощание с артистом состоялось 18 апреля в Саратовском театре оперы и балета. Похоронен на Увекском кладбище. 

## Звания и награды
- Заслуженный артист РСФСР (1967)
- Народный артист РСФСР (1974)[5]
- Народный артист СССР (1978)
- Орден Трудового Красного Знамени (1971)
- Орден Октябрьской Революции (1986)
- Лауреат V Саратовского областного фестиваля «Золотой Арлекин» (сезоны 2007—2009 — за верное и преданное служение театру).

## Партии
- «Князь Игорь» А. П. Бородина — Князь Игорь[5]
- «Царская невеста» Н. А. Римского-Корсакова — Грязной
- «Снегурочка» Н. А. Римского-Корсакова — Мизгирь
- «Чародейка» П. И. Чайковского — Князь
- «Пиковая дама» П. И. Чайковского — Томский
- «Риголетто» Дж. Верди — Риголетто
- «Аида» Дж. Верди — Амонасро
- «Отелло» Дж. Верди — Яго
- «Тоска» Дж. Пуччини — Скарпиа
- «Святоплук» Э. Сухоня — Моймир
- «Даиси» З. П. Палиашвили — Киазо
- «В бурю» Т. Н. Хренникова — Листрат
- «Демон» А. Г. Рубинштейна — Демон
- «Трубадур» Дж. Верди — ди Луна
- «Дон Карлос» Дж. Верди — Родриго
- «Лоэнгрин» Р. Вагнера — Тельрамунд
- «Кармен» Ж. Бизе — Эскамильо
- «Паяцы» Р. Леонкавалло — Тонио и Сильвио
- «Русская женщина» К. В. Молчанова — Егор Большов